# 库普里亚诺沃农村居民点
库普里亚诺沃农村居民点（俄语：Куприяновское сельское поселение）是俄罗斯联邦弗拉基米尔州戈罗霍韦茨区所属的一个农村居民点。其下辖有54个居民点，行政中心为维耶兹德。据2016年统计，该农村居民点的人口为3885人。